# Rewaskularyzacja laserowa
Rewaskularyzacja laserowa (ang. transmyocardial revascularization, TMLR) – metoda inwazyjnego leczenia dławicy piersiowej, stosowana u pacjentów u których wyczerpano inne możliwości rewaskularyzacji danego obszaru mięśnia sercowego. Polega na wytworzeniu laserem kanałów w mięśniu sercowym, indukującym prawdopodobnie angiogenezę w miokardium i niszczącym zakończenia nerwowe. Często stosowana jest łącznie z CABG. Wskazania do TLMR według Society of Thoracic Surgeons to:
- III lub IV klasa choroby niedokrwiennej według CCS
- LVEF > 30%
- odwracalne niedokrwienie wolnej ściany lewej komory
- ciężka choroba niedokrwienna + przeciwwskazania do CABG